# Empoasca nipponica
Empoasca nipponica är en insektsart som beskrevs av Irena Dworakowska 1982. Empoasca nipponica ingår i släktet Empoasca och familjen dvärgstritar. Inga underarter finns listade i Catalogue of Life.